# Alois Bierl
Alois Bierl (* 8. září 1943, Waldmünchen, Německo) je bývalý německý veslař. Na Letních olympijských hrách 1972 v Mnichově byl členem posádky čtyřky s kormidelníkem, která získala zlatou medaili.